# Johann Gottlieb Plüschke

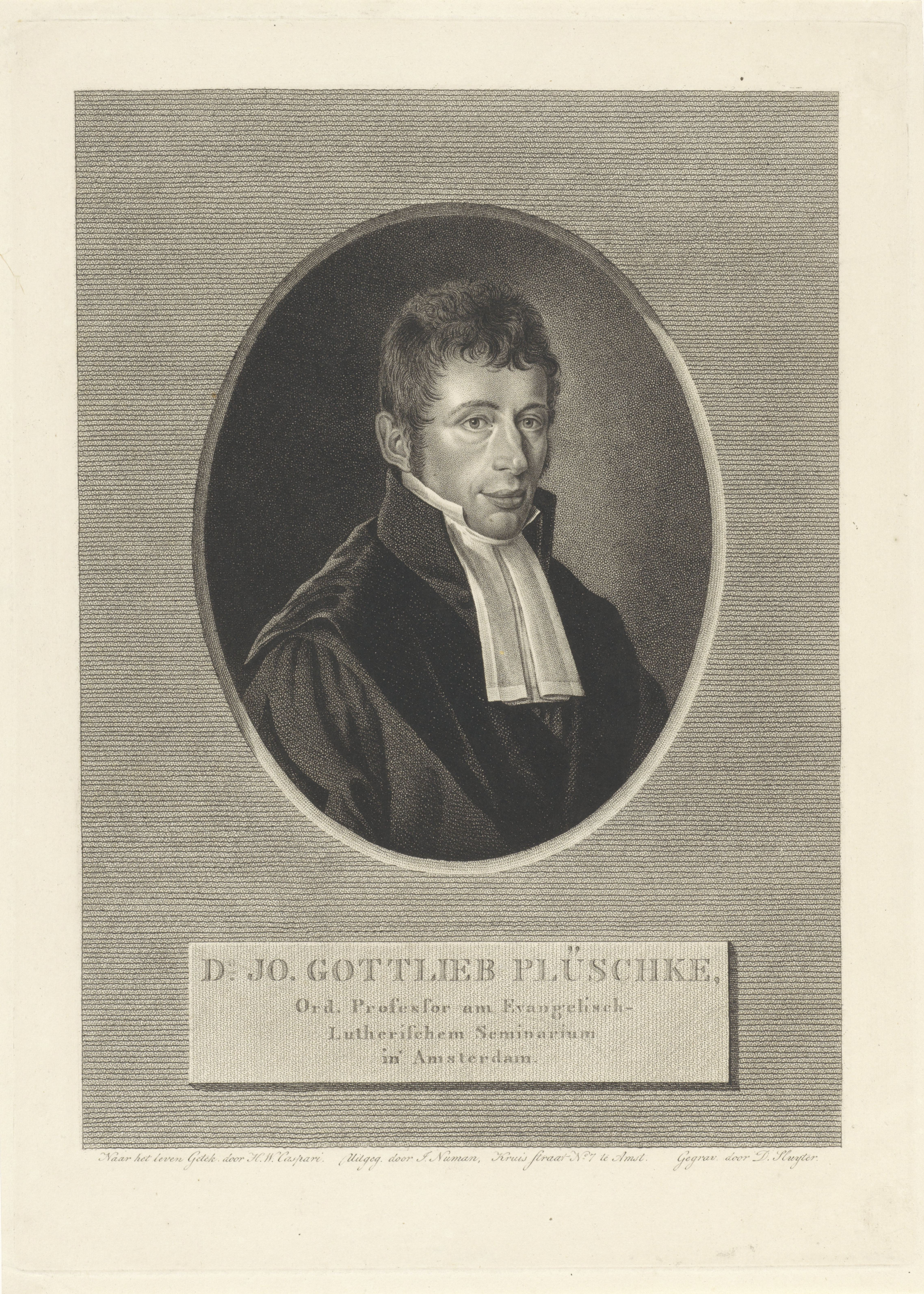
Johann Gottlieb Plüschke

Johann Gottlieb Plüschke (* 20. August 1780 in Rohnstock bei Schweidnitz; † 19. August 1846 in Amsterdam) war ein Professor der Theologie und Direktor des theologischen Seminars zu Amsterdam. 

## Leben
Plüschke wurde um 1801 Mitglied des philologischen Seminars Halle. Später war er Lehrer an der Bürgerschule Leipzig und lehrte vom Wintersemester 1814 bis zum Sommersemester 1818 an der Universität Leipzig, an der er 1817 zum außerordentlichen Professor berufen wurde. 
1818 erhielt er gleichzeitig eine Berufung an die Universität Königsberg und die Universität Amsterdam, entschied sich für letztere und war ab dem 19. April 1819 Professor am lutherischen Seminar in Amsterdam. Am 17. Oktober 1819 erhielt er die Ehrendoktorwürde der evangelisch-theologischen Fakultät der Universität Breslau.
Johann Gottlieb Plüschke verstarb am 19. August 1846 und wurde am 24. August 1846 in der Amsterdamer Oude Kerk begraben.
Zu seinen Schülern gehörte u. a. Ferdinand Jacob Domela Nieuwenhuis (der auch die Grabrede hielt).

## Werke (Auswahl)
- Das lateinische Verbum. Nach einer noch wenig bekannten, vollständigen, ganz naturgemässen und sehr fasslichen Ordnung der Temporum ausgearbeitet und in vierzehn Tabellen für den Elementarunterricht in der lateinischen Sprache symmetrisch dargestellt. (Leipzig: Fleischer 1814)
- De psalterii Syriaci Mediolanensis a Caietano Bugato editi peculiari indole eiusdemque usu critico in emendando textu psalterii Graeci LXX interpretum (1835)